# Swartzia macrocarpa
Swartzia macrocarpa är en ärtväxtart som beskrevs av George Bentham. Swartzia macrocarpa ingår i släktet Swartzia och familjen ärtväxter. Inga underarter finns listade i Catalogue of Life.